# Bompas (Pyrénées-Orientales)
Bompas (katalanisch Bompàs) ist eine südfranzösische Gemeinde im Département Pyrénées-Orientales in der Region Okzitanien und hat 7712 Einwohner (Stand: 1. Januar 2022). Bompas gehört zum Arrondissement Perpignan und zum Kanton Perpignan-2. Die Einwohner heißen Bompassencqs.

## Geographie
Bompas liegt unweit des Golfe du Lion am nördlichen Ufer des Têt. Umgeben wird Bompas von den Nachbargemeinden Claira im Norden und Nordosten, Villelongue-de-la-Salanque im Osten, Perpignan im Süden und Westen sowie Pia im Norden und Nordwesten.

## Bevölkerungsentwicklung
- 1962: 1474
- 1968: 1693
- 1975: 1951
- 1982: 4670
- 1990: 6323
- 1999: 6944
- 2006: 7125
- 2017: 7254

## Sehenswürdigkeiten
- Kirche Saint-Étienne
- Ruinen des alten Châteaus